# شبکه بولی

فضای فاز

شبکه بولی یک مدل در فیزیک آماری است. معروف‌ترین مثال از شبکه بولی، مدل ایزینگ می‌باشد. شبکه بولی در واقع به شبکه‌ای گفته می‌شود که رأس‌های گرافش با دینامیک اسپینی (بولی دو حالته) در زمان تغییر می‌کند.
شبکه بولی اولین بار برای مدل کردن شبکه‌های ژنتیکی توسط استوارد کافمن در ۱۹۶۷ میلادی معرفی شد.
>